# Caterham R500
Caterham Superlight R500 – lekki samochód sportowy produkowany przez brytyjską firmę Caterham Cars. Jest ewolucją modelu Lotus Seven opracowanego przez Colina Chapmana, dostępnego od 1957 roku.
Model przeznaczony głównie do jazdy na torze wyścigowym. Karoseria zawiera elementy z włókna węglowego, we wnętrzu zamontowano wyścigowe fotele i pasy bezpieczeństwa, jak również zdejmowaną kierownicę (dla łatwiejszego wsiadania). W wyposażeniu standardowym nie ma szyby przedniej, a jedynie spojler łagodzący impet strumienia powietrza kierowcy i pasażerowi. Zaleca się jazdę w kasku.
Użyty silnik Duratec 2.0L o mocy 266 KM jest dostarczany przez firmę Ford. Oznaczenie R500 oznacza że stosunek mocy na jedną tonę masy pojazdu przekracza 500. Dzięki temu samochód osiąga 100 km/h w 2.88 sekund oraz prędkość maksymalną 240 km/h.
Model R500 został wybrany przez prezenterów programu Top Gear samochodem roku 2008. W sezonie 12. tego programu, Caterham R500 osiągnął na torze Top Gear piąty czas w rankingu supersamochodów, z czasem 1:17.9. Jest to rezultat lepszy niż osiągnięty przez wielokrotnie droższy Bugatti Veyron.